# Bandera de Alaraz
La bandera municipal adoptada por el Ayuntamiento de Alaraz (Salamanca) y aprobada por Resolución de la Diputación Provincial de Salamanca en Sesión Ordinaria de la Comisión de Gobierno celebrada el 26 de abril de 1996 responde a la siguiente descripción:

Cuadrangular, contraembrazada de gules y plata, cargada del Escudo Heráldico propio timbrado de la Corona Real cerrada de la Monarquía Española reinante.